# Bobrová
Bobrová (en allemand : Bobrau) est un bourg (městys) du district de Žďár nad Sázavou, dans la région de Vysočina, en République tchèque. Sa population s'élevait à 892 habitants en 2020.

## Géographie
Bobrová se trouve à 11 km au sud-sud-est de Nové Město na Moravě, à 17 km au sud-est de Žďár nad Sázavou, à 40 km à l'est-nord-est de Jihlava à 139 km à l'est-sud-est de Prague.
La commune est limitée par Radešínská Svratka et Dlouhé au nord, par Račice, Zvole et Mirošov à l'est, par Moravec et Pikárec au sud et par Bobrůvka, Radešín et Podolí à l'ouest.

## Histoire
La première mention écrite de la localité date de 1283. La commune a le statut de městys depuis le 10 octobre 2006

## Transports
Par la route, Bobrová se trouve à 11 km de Nové Město na Moravě, à 18,5 km de Žďár nad Sázavou, à 48 km de Jihlava et à 178 km de Prague.